# 天道虫 (THE YELLOW MONKEYの曲)
「天道虫」（てんとうむし、英題: Ladybug）は、2018年11月9日に発売されたTHE YELLOW MONKEYの配信シングル。2019年4月17日にリリースのアルバム『9999』に収録。

## 概要
2018年10月1日、THE YELLOW MONKEYは所属レーベルの移籍を発表した。古巣の日本コロムビアから、Warner Music JapanのAtlanticレーベルへの移籍である。日本は東京（渋谷スクランブル交差点）、アメリカはニューヨーク（タイムズスクエア）、中国は上海（グローバルハーバー）、香港（ハーバーシティ）、イギリスはロンドン（ウェストフィールドロンドン）という5都市の街頭ビジョンで、これからのバンドの活動について意思表明し、Atlanticとタッグを組むことを告知する映像が同時上映された。この日に「天道虫」のジャケットに使用されている飛行場（協力: JAL）のビジュアルが公開となった。
「天道虫」は2018年10月4日テレビ放送開始の麻雀（マージャン）ドラマ『天 天和通りの快男児』の主題歌として制作された。THE YELLOW MONKEYを聴いて大人になった世代であるドラマのプロデューサーは、主題歌を想像してすぐに思い浮かんだのがTHE YELLOW MONKEYであった。
吉井和哉（LOVIN）は、「麻雀がモチーフの漫画なので、麻雀をイメージして作りました。でも僕麻雀やったことないから、ちゃんと原作を読みました」。原作者・福本伸行の作品に登場する「ざわざわ」という言葉も曲に活かされた。
11月9日に「天道虫」配信シングルがリリースされると同時に、THE YELLOW MONKEYのシングル28作品とアルバム15作品のストリーミング配信を開始した。
2019年4月2日からは「サッポロ 本格辛口」（サッポロビール）のCMソングとして起用、ミュージック・ビデオ風の内容で吉井自身も出演した。

## 収録曲
1. 天道虫 - 3:44
（作詞・作曲：吉井和哉 / 編曲：THE YELLOW MONKEY）

## ミュージック・ビデオ
2018年11月9日公開。田辺秀伸監督作品。撮影は10月中旬に台湾新北市「三重果菜市場 "福德宮"」で行われた。筋金入りの麻雀野郎たちを演じる16名のキャストは台湾で集められた。4人打ち麻雀で真剣勝負の雀士たちは合計3回のサビの場面で立ち上がって猛烈に興奮する。